# Orbán Dezső (festő)
Orbán Dezső (szül. Oesterreicher, Győr, 1884. november 26. – Sydney, Ausztrália, 1986. október 5./október 8.) magyar avantgárd festő, grafikus, művészetpedagógus.

## Életpályája
Oesterreicher Adolf őrmester és Schärfer Júlia fia. Előbb bölcsésznek indult, aztán képzőművészeti tanulmányokat folytatott Párizsban, Paul Cezanne és Henri Matisse művészete volt rá nagy hatással. Az 1900-as években és az 1910-es években posztimpresszionista stílusú csendéleteket, aktokat, tájképeket festett, később stílusa színesebbé és dekoratívabbá vált, majd ausztráliai emigrációja idején elmozdult az absztrakt expresszionizmus felé.
1912-ben belépett a Neuschloss, a Régi Hívek szabadkőműves páholyba. 1915. október 8-án Budapesten, a Józsefvárosban házasságot kötött Weisz Antal és Popper Fanni lányával, dr. Vajda Alice orvossal. Mindketten áttértek a református vallásra.
Kiállító művész volt Bécsben, Berlinben, Kölnben. Itthon csatlakozott a Nyolcakhoz, velük állított ki. A budapesti Könyves Kálmán Szalonban mutatkozott be 1917-ben, 1918-tól többször is az Ernst Múzeumban, majd 1923-ban a Helikonban. Budapesten megalapította az Atelier tervező- és műhelyiskolát, amelyben alkalmazott és reklámgrafikát oktatott.
1939-ben a magyarországi faji üldöztetés miatt Ausztráliába emigrált családjával együtt, ott mint művészetpedagógus működött, s megalapította az Orbán Galériát (Orban’s Studio). Megírta autodidaktáknak szóló útmutatóját a kreatív művészethez angol nyelven. Kiadták Sydney-ben 1957-ben. Kiállításai voltak Sydneyben (1943, 1974, 1975); Londonban 1980-ban.
Korai műveit őrzi a Magyar Nemzeti Galéria, s több vidéki múzeum.
1984-ben a Műcsarnokban tárlatot rendeztek a külföldön élő magyar képzőművészek munkáiból, erre a tárlatra Orbán Dezső is küldött egy képet, amelyet a kiállítás után a Szépművészeti Múzeumnak ajándékozott.

## Emlékezete
- 1995. április 26. és 2010. január 1. közt a győri Vár Art Galéria rendezett emlékkiállítást tiszteletére.
- Szülővárosában, Győrben, a Városi Művészeti Múzeum főépületében, az Esterházy-palotában november 20-án nyitottak meg tiszteletére kiállítást Egy európai, vándorúton címmel, a kiállítás 2010. január 10-ig volt megtekinthető.
- 2010. június 19-étől 2010. június 30-áig a budapesti Symbol Art Galériában Barna Sándor gyűjteményének muzeális értékű darabjaiból rendeztek kiállítást „Az én múzeumom” címen, ezek közt Csók István, Bartha László, Rudnay Gyula, Perlmutter Izsák, Halápy János, Schéner Mihály, Frey Krisztián alkotásai mellett Orbán Dezső képek is voltak.

## Művei (válogatás)[5]
- Passaui utca (olaj, vászon, 66 x 50 cm; Magyar Nemzeti Galéria, Budapest)
- Templomkert (1908; olaj, vászon, 56 x 69 cm; Janus Pannonius Múzeum, Pécs)
- Csendélet almákkal és virágokkal (c. 1908; olaj, vászon, 80 x 63 cm; magántulajdonban)
- Csendélet zöld körtével (1909; olaj, vászon, 56 x 69 cm; magántulajdonban)
- Csendélet (1911; olaj, vászon, 64 x 80 cm; MNG, Budapest)
- Magányos fa[6]
- Hozsánna (c. 1964, triptichon, szakrális mű)
- Zúzmarás idő (1975, alumínium, papíron, 95×126 cm)

## Társasági tagság
- Nyolcak
- Contemporary Art Society of Australia[7] (elnök, 1948)
- UNESCO ausztráliai képzőművészeti tanácsának vezetője (1953)

## Díjak, elismerések (válogatás)
- Blake-díj[8] (1964, 1971)
- Officer of the British Empire cím (1975, az angol királynő kitüntetése)
- Új-Dél-Walesi Armidale Egyetem díszdoktora, Ausztrália (1984)

## Külső hivatkozások
- Orbán Dezső élete, korai képei, hungart.hu
- Orbán Dezső részletes életrajza, s egy képe Archiválva 2009. május 21-i dátummal a Wayback Machine-ben
- Orbán Dezső élete, munkássága a győri Városi Múzeum honlapján
- Orbán Dezső. Szabadkőműves Wiki. (Hozzáférés: 2013. január 11.)